# Nati il 25 luglio
| Questa pagina contiene informazioni ricavate automaticamente dalle voci biografiche con l'ausilio del template Bio e di un bot. L'aggiornamento è periodico e automatico e ricostruisce completamente la pagina. Se manca una persona in questa lista, sei pregato di non aggiungerla, ma accertati piuttosto che la sua voce biografica contenga il template Bio e che i dati anagrafici siano correttamente compilati. Se il template Bio manca, inseriscilo tu stesso o, in alternativa, metti l'avviso {{tmp\|Bio}} che ne segnala la mancanza. Se i dati riportati sono sbagliati, correggi direttamente la voce biografica; le modifiche saranno visibili in questa lista entro pochi giorni. Per chiarimenti vedi il progetto biografie. La lista contiene solo le 1.181 persone che sono citate nell'enciclopedia e per le quali è stato implementato correttamente il template Bio. Pagina aggiornata al 9 ago 2025. |

## X secolo(1)
- 975 - Tietmaro di Merseburgo, storico e vescovo tedesco († 1018)

## XI secolo(3)
- 1008 - Anund Jacob di Svezia, re norrena († 1050)
- 1008 - Astrid Olofsdotter, sovrana svedese († 1035)
- 1016 - Casimiro I di Polonia, sovrano polacco († 1058)

## XII secolo(1)
- 1109 - Alfonso I del Portogallo, sovrano († 1185)

## XIV secolo(3)
- 1336 - Alberto I di Baviera, nobile († 1404)
- 1394 - Giacomo I di Scozia, re († 1437)
- 1398 - Francesco Filelfo, umanista e scrittore italiano († 1481)

## XV secolo(6)
- 1404 - Filippo di Brabante, conte († 1430)
- 1421 - Henry Percy, III conte di Northumberland, nobile britannico († 1461)
- 1434 - Giacomo Gherardi, diplomatico e presbitero italiano († 1516)
- 1458 - Tommaso Sardi, religioso italiano († 1517)
- 1473 - Maddalena di Lorenzo de' Medici, nobildonna italiana († 1519)
- 1486 - Alberto VII di Meclemburgo-Güstrow, nobile tedesco († 1547)

## XVI secolo(15)
- 1512 - Diego de Covarrubias y Leiva, giurista, politico e arcivescovo spagnolo († 1577)
- 1522 - Anna di Lorena, principessa francese († 1568)
- 1531 - Alfonso Rodríguez, gesuita spagnolo († 1617)
- 1531 - Giovanni Sambuco, filologo, storico e medico ungherese († 1584)
- 1538 - Diana di Francia, nobildonna francese († 1619)
- 1542 - Magnus Vasa, principe svedese († 1595)
- 1544 - Jacopo Zanguidi, pittore italiano († 1574)
- 1553 - Paolo Gualdo, prete e letterato italiano († 1621)
- 1556 - George Peele, drammaturgo inglese († 1596)
- 1562 - Katō Kiyomasa, militare giapponese († 1611)
- 1573 - Christoph Scheiner, gesuita, astronomo e matematico tedesco († 1650)
- 1574 - Alfonso de la Cueva-Benavides y Mendoza-Carrillo, diplomatico e cardinale spagnolo († 1655)
- 1575 - Francesco De Pietri, storico e giurista italiano († 1645)
- 1577 - Anna di Montafià, nobile francese († 1644)
- 1589 - Itō Sukeyoshi, militare giapponese († 1636)

## XVII secolo(15)
- 1638 - Cristoforo di Santa Caterina, presbitero spagnolo († 1690)
- 1642 - Luigi I di Monaco, principe monegasco († 1701)
- 1643 - Louis Abry, pittore e scrittore belga († 1720)
- 1653 - Jacques-Philippe Ferrand, pittore e miniatore francese († 1732)
- 1654 - Agostino Steffani, vescovo cattolico e compositore italiano († 1728)
- 1657 - Philipp Heinrich Erlebach, compositore tedesco († 1714)
- 1658 - Archibald Campbell, I duca di Argyll, nobile scozzese († 1703)
- 1659 - Hermann Jakob Czernin von und zu Chudenitz, nobile e diplomatico boemo († 1710)
- 1660 - Scipione Guidi di Bagno, generale italiano († 1721)
- 1666 - Luigi Maria Lucini, cardinale italiano († 1745)
- 1673 - Santiago de Murcia, chitarrista e compositore spagnolo († 1739)
- 1682 - Jacopo Bartolomeo Beccari, chimico italiano († 1766)
- 1683 - Pieter Langendijk, drammaturgo, poeta e pittore olandese († 1756)
- 1689 - Lilia Maria del Santissimo Crocifisso, religiosa e insegnante italiana († 1773)
- 1690 - Ferdinand von Plettenberg, nobile tedesco († 1737)

## XVIII secolo(35)
- 1712 - Vincenzo Miotti, fisico e astronomo italiano († 1787)
- 1715 - Jakob Immanuel Pyra, poeta tedesco († 1744)
- 1720 - Giovanni Evangelista Di Blasi, storico italiano († 1812)
- 1727 - Luigi Antonio di Borbone-Spagna, nobile spagnolo († 1785)
- 1729 - Valentino Mastrozzi, cardinale italiano († 1809)
- 1732 - Giovanni Nepomuceno Carlo di Hohenzollern-Hechingen, vescovo cattolico polacco († 1803)
- 1734 - Ueda Akinari, scrittore giapponese († 1809)
- 1738 - Giacomo Amoretti, incisore e orologiaio italiano († 1820)
- 1739 - Jacopo Durandi, giurista, drammaturgo e storico italiano († 1817)
- 1739 - Erik Prosperin, astronomo, matematico e fisico svedese († 1803)
- 1746 - Joachim Godske Moltke, politico danese († 1818)
- 1746 - Maria Benedetta di Braganza, principessa portoghese († 1829)
- 1747 - Roger Ducos, politico francese († 1816)
- 1750 - Henry Knox, generale statunitense († 1806)
- 1753 - Santiago de Liniers, militare, ammiraglio e politico argentino († 1810)
- 1756 - Douglas Hamilton, VIII duca di Hamilton, nobile scozzese († 1799)
- 1757 - Marie Schellinck, belga († 1840)
- 1757 - Mihály Viczay, numismatico e archeologo ungherese († 1834)
- 1759 - Ercole Dandini, cardinale e vescovo cattolico italiano († 1840)
- 1761 - Charlotte von Kalb, scrittrice tedesca († 1843)
- 1764 - Giacomo Asinari di Bernezzo, militare italiano († 1837)
- 1768 - William George Browne, esploratore inglese († 1813)
- 1772 - Jacopo Landoni, letterato italiano († 1855)
- 1773 - Giovanni Maria Bua, arcivescovo cattolico italiano († 1840)
- 1775 - Anna Harrison, first lady statunitense († 1864)
- 1778 - Giacomo Pasqual, patriota e militare italiano († 1823)
- 1780 - Christian Theodor Weinlig, musicista, compositore e insegnante tedesco († 1842)
- 1781 - Merry-Joseph Blondel, pittore francese († 1853)
- 1784 - Richard William Howard Vyse, egittologo e antropologo britannico († 1853)
- 1786 - Otto Magnus von Stackelberg, archeologo tedesco († 1837)
- 1788 - Santiago Mariño, politico venezuelano († 1854)
- 1793 - Ludwig von Lützow, politico tedesco († 1872)
- 1797 - Augusta d'Assia-Kassel, nobildonna († 1889)
- 1797 - Nicholas Marcellus Hentz, zoologo e aracnologo francese († 1856)
- 1800 - Heinrich Göppert, botanico e paleontologo tedesco († 1884)

## XIX secolo(176)
- 1802 - Eliza Foster, scrittrice e traduttrice inglese († 1888)
- 1803 - Ferdinand Beyer, pianista e compositore tedesco († 1863)
- 1803 - Pietro Torre, politico italiano
- 1804 - Carlo Bon Compagni di Mombello, magistrato, pedagogista e politico italiano († 1880)
- 1806 - Maria Weston Chapman, attivista statunitense († 1885)
- 1806 - John O'Donovan, scrittore e glottologo irlandese († 1881)
- 1808 - Gaetano Bargnani, politico italiano († 1878)
- 1808 - Johann Benedict Listing, matematico e fisico tedesco († 1882)
- 1809 - Gioacchino Colonna di Stigliano, IV principe di Stigliano, nobile italiano († 1900)
- 1816 - Gaetano Afan de Rivera, militare italiano († 1870)
- 1817 - Heinrich Gottfried Philipp Gengler, storico tedesco († 1901)
- 1817 - Giuseppe Valmarana, politico italiano († 1893)
- 1818 - Johann Jakob von Tschudi, naturalista e esploratore svizzero († 1889)
- 1821 - Paul Josef Nardini, presbitero tedesco († 1862)
- 1822 - Domenico Moro, patriota italiano († 1844)
- 1823 - James D. Bulloch, marinaio e agente segreto statunitense († 1901)
- 1823 - Julius Victor Carus, zoologo e entomologo tedesco († 1903)
- 1823 - Eugène Eschassériaux, politico e nobile francese († 1906)
- 1824 - Richard James Oglesby, politico e generale statunitense († 1899)
- 1825 - Karl Albert Scherner, psicologo tedesco († 1889)
- 1825 - Alan Spencer-Churchill, nobile e imprenditore inglese († 1873)
- 1826 - Augustin Planque, missionario e presbitero francese († 1907)
- 1828 - Pietro Tortarolo, ingegnere e politico italiano († 1908)
- 1829 - Elizabeth Siddal, modella, poetessa e pittrice britannica († 1862)
- 1830 - Johann Jakob Bausch, ottico e imprenditore tedesco († 1926)
- 1830 - Annibale Marazio, giornalista e politico italiano († 1916)
- 1831 - Cheoljong di Joseon, sovrano coreano († 1864)
- 1837 - Georg von Kopp, cardinale e vescovo cattolico tedesco († 1914)
- 1837 - Raffaele Righetto, patriota italiano († 1891)
- 1839 - Francis Garnier, esploratore francese († 1873)
- 1839 - Léon Ollé-Laprune, filosofo francese († 1898)
- 1841 - Nélie Jacquemart, pittrice e collezionista d'arte francese († 1912)
- 1842 - Matthew Ridley, I visconte Ridley, politico inglese († 1904)
- 1842 - Daniel Paul Schreber, giurista e scrittore tedesco († 1911)
- 1844 - Thomas Eakins, pittore, fotografo e scultore statunitense († 1916)
- 1844 - Gustave Garaud, pittore francese († 1914)
- 1845 - Elizaveta Andreevna Šuvalova, nobildonna russa († 1924)
- 1846 - Ettore Socci, giornalista, politico e scrittore italiano († 1905)
- 1847 - Paul Langerhans, patologo, fisiologo e viaggiatore tedesco († 1888)
- 1849 - Richard Lydekker, naturalista, geologo e paleontologo inglese († 1915)
- 1850 - Marya Krasińska, nobile polacca († 1884)
- 1852 - Gojong di Corea, re coreano († 1919)
- 1852 - Paolina di Sassonia-Weimar-Eisenach, principessa tedesca († 1904)
- 1853 - David Belasco, drammaturgo, impresario teatrale e regista teatrale statunitense († 1931)
- 1853 - Giuseppe Petrai, scrittore, sceneggiatore e regista italiano († 1941)
- 1853 - Leopoldo Torlonia, politico italiano († 1918)
- 1854 - Charles Eldridge, attore statunitense († 1922)
- 1854 - Robert Schiff, chimico tedesco († 1940)
- 1855 - Giuseppe Luigi Malliani, politico italiano († 1920)
- 1855 - Gaston Romazzotti, militare e ingegnere francese († 1915)
- 1856 - Tancredi Galimberti, politico e avvocato italiano († 1939)
- 1856 - Alfred Kast, medico tedesco († 1903)
- 1857 - Francesco Maria Greco, presbitero italiano († 1931)
- 1857 - George Pardee, politico statunitense († 1941)
- 1858 - William McDonald, politico statunitense († 1918)
- 1859 - Adolf von Steiger, avvocato, giudice e politico svizzero († 1925)
- 1860 - Pietro Biginelli, chimico italiano († 1937)
- 1860 - Achille Brioschi, imprenditore e politico italiano († 1942)
- 1860 - Luisa Margherita di Prussia, principessa britannica († 1917)
- 1860 - Şehzade Selim Süleyman, principe ottomano († 1909)
- 1861 - Elena Fabris Bellavitis, scrittrice italiana († 1904)
- 1861 - Vladimir Anzel'movič Lyščinskij, politico russo († 1935)
- 1861 - Dante Viviani, architetto e restauratore italiano († 1917)
- 1863 - Adolphe Retté, scrittore francese († 1930)
- 1863 - Alison Skipworth, attrice britannica († 1952)
- 1865 - Ludwig Dettmann, pittore tedesco († 1944)
- 1867 - Sergej Konstantinovič Belosel'skij-Belozerskij, generale russo († 1951)
- 1867 - Max Dauthendey, scrittore tedesco († 1918)
- 1868 - Marcel Journet, basso francese († 1933)
- 1868 - Giuseppe Valguarnera, nobile e politico italiano
- 1869 - Frank Marion, produttore cinematografico e sceneggiatore statunitense († 1963)
- 1869 - Godefroy de Blonay, dirigente sportivo svizzero († 1937)
- 1869 - Ferdinando Pio di Borbone-Due Sicilie, nobile italiano († 1960)
- 1870 - Maxfield Parrish, pittore e illustratore statunitense († 1966)
- 1870 - Carlo Salotti, cardinale e arcivescovo cattolico italiano († 1947)
- 1871 - Guido Bonarelli, geologo, paleontologo e antropologo italiano († 1951)
- 1871 - Enrico Gasparri, cardinale e arcivescovo cattolico italiano († 1946)
- 1871 - Arturo Tosi, pittore italiano († 1956)
- 1871 - Margaret Floy Washburn, psicologa statunitense († 1939)
- 1872 - Marco Davanzo, pittore italiano († 1955)
- 1873 - Masaharu Anesaki, scrittore giapponese († 1949)
- 1873 - Henri Meunier, pittore, incisore e illustratore belga († 1922)
- 1873 - Gus Rodenberg, tiratore di fune statunitense († 1933)
- 1874 - Gennaro Ottaviano, poeta e paroliere italiano († 1936)
- 1874 - Corinna Teresa Ubertis, scrittrice italiana († 1964)
- 1875 - Giovanni Cicali, ingegnere e scienziato italiano († 1952)
- 1875 - Jim Corbett, scrittore inglese († 1955)
- 1875 - Roberto De Ruggiero, giurista, scrittore e politico italiano († 1934)
- 1875 - Eugenia Falleni, criminale australiano († 1938)
- 1875 - Darwin Karr, attore statunitense († 1945)
- 1876 - Luigi Onetti, pittore italiano († 1968)
- 1876 - Elisabetta di Baviera, sovrana belga († 1965)
- 1877 - Jan Fransen, filologo olandese († 1948)
- 1878 - George Cattanach, giocatore di lacrosse canadese († 1954)
- 1878 - William C. deMille, drammaturgo, regista e sceneggiatore statunitense († 1955)
- 1878 - Achille Marzarotto, politico italiano († 1963)
- 1879 - J. Warren Kerrigan, attore e produttore cinematografico statunitense († 1947)
- 1879 - Jacques Schneider, imprenditore e aviatore francese († 1928)
- 1880 - François Beaugendre, ciclista su strada francese († 1936)
- 1880 - Louis Béchereau, ingegnere francese († 1970)
- 1880 - Morris Raphael Cohen, filosofo e insegnante statunitense († 1947)
- 1880 - Cristoforo Ferrari, militare e politico italiano († 1949)
- 1880 - Giuseppe Moscati, medico e fisiologo italiano († 1927)
- 1881 - Marcantonio VII Colonna, principe italiano († 1947)
- 1881 - Giuseppe Ugonia, pittore e litografo italiano († 1944)
- 1882 - Nonce Louis Romanetti, criminale francese († 1926)
- 1883 - Alfredo Casella, compositore, pianista e direttore d'orchestra italiano († 1947)
- 1883 - Felix De Roy, giornalista e astronomo belga († 1942)
- 1883 - Vladimir Pavlovič Kas'janov, regista cinematografico russo († 1960)
- 1883 - Louis Massignon, orientalista, teologo e presbitero francese († 1962)
- 1883 - Carl Pedersen, ginnasta danese († 1971)
- 1884 - Rafael Arévalo Martínez, scrittore guatemalteco († 1975)
- 1884 - Giuseppe Enzo Baglioni, incisore e ingegnere italiano († 1945)
- 1884 - Davidson Black, medico e antropologo canadese († 1934)
- 1884 - Gino Franzi, cantante italiano († 1958)
- 1884 - Ludowika Jakobsson, pattinatrice artistica su ghiaccio tedesca († 1968)
- 1884 - Margarita María López de Maturana, religiosa spagnola († 1934)
- 1885 - Carl Platou, politico norvegese († 1956)
- 1885 - Carlo Gallardi, militare italiano († 1917)
- 1885 - Benito Lynch, scrittore argentino († 1952)
- 1885 - Pietro Melandri, ceramista, pittore e decoratore italiano († 1976)
- 1885 - Bernhard Peyer, paleontologo svizzero († 1963)
- 1885 - Paul Raynal, drammaturgo francese († 1971)
- 1886 - Hans von Blixen-Finecke, cavaliere svedese († 1917)
- 1886 - Ned Cummins, golfista statunitense († 1926)
- 1886 - Charles Kingsley Webster, diplomatico e storico britannico († 1961)
- 1886 - Ferdinando Maberini, compositore italiano († 1956)
- 1886 - Jakob Schmid, tedesco († 1964)
- 1886 - Gustav Tiefenthaler, lottatore statunitense († 1942)
- 1887 - Carl-Friedrich von Langen, cavaliere tedesco († 1934)
- 1888 - Giacomo Acerbo, economista e politico italiano († 1969)
- 1888 - Gabrè, cantautore italiano († 1946)
- 1888 - Armando Gori, militare italiano († 1953)
- 1889 - Nikolaj Pavlovič Anciferov, storico e etnologo sovietico († 1958)
- 1889 - Giangiacomo Borghese, pioniere dell'aviazione e politico italiano († 1954)
- 1889 - Francesco di San Lorenzo, presbitero spagnolo († 1936)
- 1889 - David Hofstein, poeta russo († 1952)
- 1890 - Nico Buwalda, calciatore olandese († 1970)
- 1891 - Louis Bournonville, calciatore francese († 1962)
- 1891 - Donald McKinlay, calciatore scozzese († 1959)
- 1892 - Hugh Llewellyn Glyn Hughes, medico e generale britannico († 1973)
- 1892 - Felix Loeffel, basso-baritono svizzero († 1981)
- 1893 - Carlo Confalonieri, cardinale e arcivescovo cattolico italiano († 1986)
- 1893 - Dorothy Dickson, attrice statunitense († 1995)
- 1893 - Vladimir Gajdarov, attore e regista russo († 1978)
- 1893 - Frederick Nicholas, calciatore inglese († 1962)
- 1893 - Kurt Martti Wallenius, generale e politico finlandese († 1984)
- 1894 - Walter Brennan, attore statunitense († 1974)
- 1894 - Hans Kmoch, scacchista austriaco († 1973)
- 1894 - Gavrilo Princip, patriota bosniaco († 1918)
- 1894 - Yvonne Printemps, cantante e attrice francese († 1977)
- 1894 - Guiscardo Simoncini, montatore italiano († 1956)
- 1895 - Gino Cavalieri, attore italiano († 1992)
- 1895 - Johnny Hines, attore, regista e sceneggiatore statunitense († 1970)
- 1896 - Walter Jost, generale e scrittore tedesco († 1945)
- 1896 - Luigi Michelet, militare italiano († 1918)
- 1896 - José Naya, calciatore uruguaiano († 1977)
- 1896 - Daniel Joseph Kelly O'Connell, sismologo, astronomo e gesuita irlandese († 1982)
- 1896 - Louis Richard, calciatore svizzero
- 1896 - Blas Saruppo, calciatore argentino († 1951)
- 1896 - Josephine Tey, scrittrice scozzese († 1952)
- 1897 - Gösta Bengtsson, velista svedese († 1984)
- 1897 - André Muffang, scacchista francese († 1989)
- 1897 - Yun Sim-deok, cantante coreana († 1926)
- 1898 - Charles Arden-Clarke, politico britannico († 1962)
- 1898 - Willy Goldberger, direttore della fotografia tedesco († 1961)
- 1898 - Arthur Lubin, regista, produttore cinematografico e attore statunitense († 1995)
- 1898 - Fedde Schurer, poeta, giornalista e insegnante olandese († 1968)
- 1899 - Amable Audin, archeologo francese († 1990)
- 1899 - Jaime Chavín, calciatore argentino († 1971)
- 1899 - Cino Del Duca, imprenditore, editore e produttore cinematografico italiano († 1967)
- 1899 - Corliss Palmer, attrice statunitense († 1952)
- 1899 - Tove Tellback, attrice norvegese († 1986)
- 1900 - Enrique Amorim, scrittore uruguaiano († 1960)
- 1900 - Enrico Dall'Oglio, editore italiano († 1966)
- 1900 - Camillo Medeot, politico e storico italiano († 1983)

## XX secolo(892)
- 1901 - Mohammed Helmy, medico egiziano († 1982)
- 1901 - Lila Lee, attrice statunitense († 1973)
- 1902 - Alessandro Gambino, calciatore italiano
- 1902 - Giorgio Gambino, calciatore italiano († 1946)
- 1902 - August Geser, calciatore svizzero († 1981)
- 1902 - Hans Helfritz, compositore, musicologo e scrittore tedesco († 1995)
- 1902 - Eric Hoffer, scrittore, filosofo e psicologo statunitense († 1983)
- 1902 - Frank Waters, scrittore statunitense († 1995)
- 1902 - Antonín Šindelář, calciatore cecoslovacco († 1985)
- 1903 - Severino Cavazzini, politico italiano († 1983)
- 1903 - Michail Deržavin, attore sovietico († 1951)
- 1903 - Francesco Maria Dominedò, politico italiano († 1964)
- 1903 - Luigi Rossari, ingegnere e dirigente d'azienda italiano († 1985)
- 1903 - Thomas Kilgore Sherwood, ingegnere statunitense († 1976)
- 1903 - Wanda Wulz, fotografa italiana († 1984)
- 1904 - Tore Edman, saltatore con gli sci svedese († 1995)
- 1904 - Ernest Hilgard, psicologo statunitense († 2001)
- 1905 - Elias Canetti, scrittore, saggista e aforista bulgaro († 1994)
- 1905 - Georges Grignard, pilota automobilistico francese († 1977)
- 1905 - Kaare Lie, calciatore norvegese († 1968)
- 1905 - Masazō Nonaka, supercentenario giapponese († 2019)
- 1905 - Antonio Oña de Echave, vescovo cattolico spagnolo († 1987)
- 1906 - Attilio Colacevich, astronomo e matematico italiano († 1953)
- 1906 - Ezio Franceschini, latinista italiano († 1983)
- 1906 - Irène Hamoir, scrittrice e poetessa belga († 1994)
- 1907 - Bruno Deri, calciatore italiano († 1955)
- 1907 - Jack Gilford, attore e comico statunitense († 1990)
- 1907 - Johnny Hodges, sassofonista statunitense († 1970)
- 1907 - Billy Kingdon, allenatore di calcio e calciatore inglese († 1977)
- 1907 - Roman Rudenko, magistrato sovietico († 1981)
- 1907 - Ichirō Sugai, attore giapponese († 1973)
- 1908 - Luce Fabbri, scrittrice e anarchica italiana († 2000)
- 1908 - Taso Mathieson, pilota automobilistico e scrittore britannico († 1991)
- 1908 - Gioachino Oleotti, partigiano italiano († 1952)
- 1909 - Apollinarij Ivanovič Dudko, regista sovietico († 1971)
- 1909 - Elizabeth Francis, supercentenaria statunitense († 2024)
- 1909 - Gianandrea Gavazzeni, direttore d'orchestra, compositore e musicologo italiano († 1996)
- 1909 - Evelyn Lincoln, funzionaria statunitense († 1995)
- 1909 - Santiago Urtizberea, calciatore e allenatore di calcio spagnolo († 1985)
- 1910 - Giuseppe Cigala Fulgosi, militare italiano († 1977)
- 1910 - Raffaele Cutolo, drammaturgo e paroliere italiano († 1985)
- 1910 - Kendell Foster Crossen, scrittore statunitense († 1981)
- 1910 - Jimmy Jackson, pilota automobilistico statunitense († 1984)
- 1910 - Kim Yong-sik, allenatore di calcio e calciatore sudcoreano († 1985)
- 1910 - Michael Kmit, pittore ucraino († 1981)
- 1910 - Harijs Lazdiņš, calciatore lettone († 1988)
- 1910 - Angelo Miceli, imprenditore e dirigente sportivo italiano († 1974)
- 1910 - Vilhelm Náhlovský, calciatore cecoslovacco († 1969)
- 1910 - Francesco Scotti, politico italiano († 1973)
- 1911 - Carlo Bianco, avvocato, filosofo e letterato italiano († 2010)
- 1911 - Walter Corsanini, calciatore italiano († 1978)
- 1911 - Len Duncan, pilota automobilistico statunitense († 1998)
- 1913 - Gilberto Baroni, vescovo cattolico italiano († 1999)
- 1913 - John Cairncross, agente segreto britannico († 1995)
- 1913 - Terzilio Cardinali, militare e partigiano italiano († 1944)
- 1913 - Benito Carvajales, calciatore cubano
- 1913 - Stanley Nantais, cestista e allenatore di pallacanestro canadese († 2004)
- 1913 - Jeff Sutton, scrittore di fantascienza statunitense († 1979)
- 1914 - Vladimír Bahna, regista, sceneggiatore e drammaturgo slovacco († 1977)
- 1914 - Woody Strode, attore statunitense († 1994)
- 1915 - Václav Čepelák, calciatore ceco († 1975)
- 1915 - Renato Cominetti, attore, doppiatore e direttore del doppiaggio italiano († 2005)
- 1915 - Joseph Patrick Kennedy Jr., aviatore statunitense († 1944)
- 1915 - Albert Preziosi, aviatore francese († 1943)
- 1916 - Luigi Del Grosso, calciatore, allenatore di calcio e dirigente sportivo italiano († 1976)
- 1916 - Koichi Wada, pallanuotista giapponese
- 1917 - Gerhard Bremer, militare tedesco († 1989)
- 1917 - Philippe De Lacy, attore statunitense († 1995)
- 1917 - Fritz Honegger, politico svizzero († 1999)
- 1917 - Giacomo Prandina, ingegnere, militare e partigiano italiano († 1945)
- 1918 - Nan Grey, attrice statunitense († 1993)
- 1918 - Rolf Hermichen, aviatore tedesco († 2014)
- 1918 - Angelo Musi, cestista statunitense († 2009)
- 1920 - Jean Carmet, attore e sceneggiatore francese († 1994)
- 1920 - Felipe Carone, attore brasiliano († 1995)
- 1920 - Mel Casson, fumettista statunitense († 2008)
- 1920 - Rosalind Franklin, chimica, biochimica e cristallografa britannica († 1958)
- 1920 - Gösta Glase, fotografo svedese († 2001)
- 1920 - Roger Grosjean, aviatore e archeologo francese († 1975)
- 1920 - Chūshirō Hayashi, astrofisico e astronomo giapponese († 2010)
- 1920 - Elvo Tempia Valenta, politico e partigiano italiano († 2004)
- 1921 - Alfredo Colombo, calciatore italiano
- 1921 - Gabriele Darbo, matematico italiano († 2003)
- 1921 - Adolph Herseth, trombettista statunitense († 2013)
- 1921 - Leonid Ivanov, calciatore sovietico († 1990)
- 1921 - Ubaldo Mirabelli, storico dell'arte, musicologo e giornalista italiano († 2008)
- 1921 - Lionel Terray, alpinista francese († 1965)
- 1921 - Tomás Vío, cestista argentino († 2001)
- 1921 - Paul Watzlawick, psicologo e filosofo austriaco († 2007)
- 1921 - Bruno Luigi Zambelli, calciatore italiano († 2003)
- 1922 - John B. Goodenough, fisico e chimico statunitense († 2023)
- 1922 - Aimone Canape, partigiano italiano († 2016)
- 1922 - Alan McGregor Peart, ufficiale e aviatore neozelandese († 2018)
- 1922 - Bob Thiele, produttore discografico e compositore statunitense († 1996)
- 1923 - Giuseppe Ambrosoli, medico, presbitero e missionario italiano († 1987)
- 1923 - Tito Balestra, poeta italiano († 1976)
- 1923 - Luigi Belloli, vescovo cattolico italiano († 2011)
- 1923 - Estelle Getty, attrice statunitense († 2008)
- 1923 - Maria Gripe, scrittrice svedese († 2007)
- 1923 - Kosta Tomašević, calciatore jugoslavo († 1976)
- 1923 - Leonardo Villar, attore brasiliano († 2020)
- 1924 - Ike Borsavage, cestista e allenatore di pallacanestro statunitense († 2014)
- 1924 - Jake Carter, cestista e allenatore di pallacanestro statunitense († 2012)
- 1924 - Frank Church, avvocato e politico statunitense († 1984)
- 1924 - Edy Gratton, calciatore e allenatore di calcio italiano († 2008)
- 1924 - Padre Paisios del Monte Athos, monaco cristiano greco († 1994)
- 1924 - Giulio Polotti, operaio, sindacalista e politico italiano († 1999)
- 1925 - Pedro Araya Zavala, cestista cileno († 1998)
- 1925 - Ilija Asenov, cestista bulgaro
- 1925 - Wilfredo Caimmi, partigiano e scrittore italiano († 2009)
- 1925 - Alberigo Crocetta, produttore discografico e imprenditore italiano († 1986)
- 1925 - Richard Kadison, matematico statunitense († 2018)
- 1925 - Umberto Menegalli, schermidore svizzero († 1988)
- 1925 - Ettore Milano, ciclista su strada e dirigente sportivo italiano († 2011)
- 1925 - Jerry Paris, attore e regista statunitense († 1986)
- 1925 - Luigi Pretto, presbitero e dirigente sportivo italiano († 2005)
- 1925 - Ossi Reichert, sciatrice alpina tedesca († 2006)
- 1925 - Roger Scotti, calciatore francese († 2001)
- 1925 - Giorgio Vecchiato, giornalista e scrittore italiano († 2015)
- 1926 - Davide Barba, politico italiano († 1992)
- 1926 - Indra Rajya Lakshmi Devi, principessa nepalese († 1950)
- 1926 - Giuseppina Luongo, poetessa e saggista italiana († 2023)
- 1926 - August Lütke-Westhues, cavaliere tedesco († 2000)
- 1926 - Emanuele Occelli, poeta e pianista italiano († 2017)
- 1926 - Sergio Renda, cantante, attore e doppiatore italiano († 2016)
- 1926 - Hans Saksvik, calciatore norvegese († 2001)
- 1927 - Abdelaziz Ben Tifour, calciatore algerino († 1970)
- 1927 - Felice Bernasconi, politico e imprenditore italiano († 2008)
- 1927 - Jimmy Binning, calciatore scozzese
- 1927 - Daniel Ceccaldi, attore, scrittore e regista teatrale francese († 2003)
- 1927 - Giovanni Pasolini, ex calciatore italiano
- 1928 - Biagio Agnes, giornalista e dirigente d'azienda italiano († 2011)
- 1928 - Jimmy Jones, calciatore nordirlandese († 2014)
- 1928 - Joyce Mansour, scrittrice e poetessa egiziana († 1986)
- 1928 - Carlo Molari, presbitero, insegnante e saggista italiano († 2022)
- 1928 - Mimmo Palmara, attore, doppiatore e direttore del doppiaggio italiano († 2016)
- 1928 - Dolphy, attore, comico e produttore cinematografico filippino († 2012)
- 1929 - Al Adamson, regista statunitense († 1995)
- 1929 - Inola Gurgulia, compositrice, musicista e cantante georgiana († 1977)
- 1929 - Jean-François Guérin, presbitero francese († 2005)
- 1929 - Vladimir Ivković, pallanuotista jugoslavo († 1992)
- 1929 - Ezio Leonardi, politico italiano († 2025)
- 1929 - Duilio Poggiolini, dirigente pubblico italiano
- 1929 - John Roycroft, compositore di scacchi britannico
- 1929 - Vasilij Makarovič Šukšin, attore, regista e scrittore sovietico († 1974)
- 1930 - Vanda Dignani Grimaldi, politica italiana († 2019)
- 1930 - Maureen Forrester, contralto canadese († 2010)
- 1930 - Rolf Gerber, bobbista svizzero († 2024)
- 1930 - Jurij Michajlov, pattinatore di velocità su ghiaccio sovietico († 2008)
- 1930 - Hu Nim, rivoluzionario e politico cambogiano († 1977)
- 1930 - Annie Ross, cantante e attrice britannica († 2020)
- 1930 - Herbert Scarf, economista statunitense († 2015)
- 1930 - Franco Scataglini, poeta e pittore italiano († 1994)
- 1930 - Sture Stork, velista svedese († 2002)
- 1931 - Peter Armbruster, fisico tedesco († 2024)
- 1931 - Goffredo Canino, generale italiano († 2008)
- 1931 - John Freccero, italianista e saggista statunitense († 2021)
- 1931 - Eila Koiso-Kanttila, cestista finlandese († 2012)
- 1931 - Marcello Lodetti, maestro di scherma italiano († 2012)
- 1931 - Carlo Maria Mariani, pittore italiano († 2021)
- 1931 - Mario Riccardi, sportivo italiano († 2006)
- 1931 - Heather Segal, tennista bermudiana († 2006)
- 1932 - Luigi Berlinguer, giurista e politico italiano († 2023)
- 1932 - Alexandrina Găinușe, politica rumena († 2012)
- 1932 - Jytte Hansen, nuotatrice danese († 2015)
- 1932 - Luigi Lai, musicista italiano
- 1932 - Tadeusz Pacuła, cestista polacco († 1984)
- 1932 - Juan Octavio Prenz, scrittore, poeta e filologo argentino († 2019)
- 1932 - Eero Salonen, cestista finlandese († 2006)
- 1932 - Paul Joseph Weitz, astronauta statunitense († 2017)
- 1933 - Georgi Atanasov, politico bulgaro († 2022)
- 1933 - George Dickerson, attore statunitense († 2015)
- 1933 - Giuseppe Farina, imprenditore e dirigente sportivo italiano († 2025)
- 1933 - Ed Fleming, cestista e allenatore di pallacanestro statunitense († 2002)
- 1933 - Elwyn Friedrich, hockeista su ghiaccio e allenatore di hockey su ghiaccio svizzero († 2012)
- 1933 - Adolfo Lubnicki, cestista argentino († 2015)
- 1933 - George Shaw, giocatore di football americano statunitense († 1998)
- 1933 - Ken Swofford, attore statunitense († 2018)
- 1934 - Renzo Allegri, giornalista, saggista e critico musicale italiano
- 1934 - Jack Connor, calciatore inglese († 2010)
- 1934 - Don Ellis, trombettista e compositore statunitense († 1978)
- 1934 - Kazuya Tatekabe, doppiatore giapponese († 2015)
- 1934 - Irwin Yablans, produttore cinematografico statunitense
- 1934 - Claude Zidi, regista e sceneggiatore francese
- 1935 - Barbara Harris, attrice statunitense († 2018)
- 1935 - Adnan Khashoggi, imprenditore saudita († 2017)
- 1936 - Michael Chapin, attore statunitense
- 1936 - Paul Collins, attore britannico
- 1936 - Laura De Marchi, attrice italiana
- 1936 - Michel Despland, storico delle religioni canadese († 2018)
- 1936 - Carlos Mota Pinto, politico portoghese († 1985)
- 1936 - Glenn Murcutt, architetto australiano
- 1936 - August Schellenberg, attore canadese († 2013)
- 1936 - Tat'jana Sidorova, ex pattinatrice di velocità su ghiaccio sovietica
- 1936 - David Sime, velocista statunitense († 2016)
- 1936 - Massimo de Vita, regista teatrale, attore e sceneggiatore italiano
- 1937 - Todd Armstrong, attore statunitense († 1992)
- 1937 - Alfio Cascioli, psicoterapeuta italiano
- 1937 - Colin Renfrew, archeologo britannico († 2024)
- 1937 - Anita Traversi, cantante svizzera († 1991)
- 1938 - Jurij Capenko, ginnasta sovietico († 2012)
- 1938 - Renato Giusti, ex ciclista su strada italiano
- 1938 - Jim Harrick, allenatore di pallacanestro statunitense
- 1938 - Oscar Pelosi, pittore e incisore italiano († 1996)
- 1938 - Renee Victor, attrice statunitense († 2025)
- 1939 - Francesco Fedi, ingegnere italiano
- 1939 - Marit Haraldsen, ex sciatrice alpina norvegese
- 1939 - Nancy Ludington, ex pattinatrice artistica su ghiaccio statunitense
- 1940 - Giorgio Montorio, fumettista italiano
- 1940 - Bud Olsen, cestista e allenatore di pallacanestro statunitense († 2018)
- 1940 - John Pennel, astista statunitense († 1993)
- 1940 - Peter Pokorny, ex tennista austriaco
- 1940 - Benjamin David de Jesus, vescovo cattolico filippino († 1997)
- 1941 - Giacomo Archiutti, politico italiano
- 1941 - Manny Charlton, chitarrista britannico († 2022)
- 1941 - Rubén Correa, ex calciatore peruviano
- 1941 - Andrea Maietti, scrittore e giornalista italiano
- 1941 - Alberto Michelini, giornalista e politico italiano
- 1941 - Odette Nicoletti, costumista italiana
- 1941 - Raúl Ruiz, regista e sceneggiatore cileno († 2011)
- 1941 - Peter Suschitzky, direttore della fotografia britannico
- 1941 - Donna Theodore, attrice statunitense († 2024)
- 1941 - Nate Thurmond, cestista statunitense († 2016)
- 1941 - Emmett Till, statunitense († 1955)
- 1941 - Mansur bin Sa'ud Al Sa'ud, principe e militare saudita
- 1942 - Paul Bentley, attore e librettista britannico
- 1942 - Noël De Pauw, ciclista su strada e pistard belga († 2015)
- 1942 - Oscar James, attore trinidadiano
- 1942 - Krister Kristensson, calciatore svedese († 2023)
- 1943 - Enzo Di Domenico, cantautore, paroliere e arrangiatore italiano
- 1943 - Marcello Ferrada de Noli, epidemiologo, psichiatra e attivista svedese
- 1943 - David Garfield, attore e montatore statunitense († 1994)
- 1943 - Hans-Peter Kaul, giudice tedesco († 2014)
- 1943 - Janet Margolin, attrice statunitense († 1993)
- 1943 - Jim McCarty, batterista britannico
- 1943 - Marco Rossati, pittore italiano
- 1943 - Erika Steinbach, politica tedesca
- 1944 - Sally Beauman, scrittrice, critica letteraria e giornalista britannica († 2016)
- 1944 - Didier Couécou, allenatore di calcio e ex calciatore francese
- 1944 - Tom Dawes, cantante statunitense († 2007)
- 1944 - Peter Duncan, ex sciatore alpino canadese
- 1944 - Verna Harrah, produttrice cinematografica statunitense († 2012)
- 1944 - Ney Latorraca, attore brasiliano († 2024)
- 1944 - Marília Medalha, cantautrice e attrice teatrale brasiliana
- 1944 - Mariano Ortiz, cestista portoricano († 2022)
- 1944 - Gaetano Troja, calciatore e allenatore di calcio a 5 italiano († 2023)
- 1944 - Marc de' Pasquali, poetessa e scrittrice italiana
- 1945 - Harry Barnes, ex cestista statunitense
- 1945 - Anna Brandoli, fumettista italiana
- 1945 - Michael Bratman, filosofo e docente statunitense
- 1945 - Juan Carlos Cárdenas, calciatore argentino († 2022)
- 1945 - Joseph Delaney, scrittore di fantascienza britannico († 2022)
- 1945 - Ernesto Galli, calciatore e allenatore di calcio italiano († 2020)
- 1945 - Arkadij Kordon, regista sovietico
- 1945 - Ventura Pons, regista e produttore cinematografico spagnolo († 2024)
- 1945 - Jack Reilly, ex calciatore scozzese
- 1946 - Ion Alexe, ex pugile rumeno
- 1946 - José Chepito Areas, percussionista nicaraguense
- 1946 - Mario Armano, bobbista italiano
- 1946 - Rita Marley, cantante giamaicana
- 1946 - Mykola Pinčuk, ex calciatore sovietico
- 1946 - Óscar Valdez, calciatore argentino († 2025)
- 1946 - Jan Werner, velocista polacco († 2014)
- 1946 - Michel Yachvili, ex rugbista a 15 e allenatore di rugby a 15 francese
- 1947 - Ted Benoit, fumettista francese († 2016)
- 1947 - Jean-Paul Coche, ex judoka francese
- 1947 - Guy David, allenatore di calcio e calciatore francese († 2008)
- 1947 - Tonia, cantante belga
- 1947 - Emilio Juri, imprenditore e dirigente sportivo svizzero († 2013)
- 1947 - Luciana Percovich, scrittrice e insegnante italiana
- 1947 - Guido Scarabottolo, illustratore e grafico italiano
- 1948 - Gary Freeman, ex cestista statunitense
- 1948 - Steve Goodman, cantante statunitense († 1984)
- 1948 - Giancarlo Mazzuca, giornalista, scrittore e politico italiano
- 1948 - Carlos Silva Valente, arbitro di calcio portoghese († 2024)
- 1948 - Brian Stableford, scrittore di fantascienza, critico letterario e traduttore britannico († 2024)
- 1948 - Erich Tecka, cestista e dirigente sportivo austriaco († 2020)
- 1948 - Leon Vitali, attore britannico († 2022)
- 1949 - Dave Jerden, produttore discografico e musicista statunitense († 2025)
- 1949 - Francis Smerecki, calciatore e allenatore di calcio francese († 2018)
- 1949 - Andrea Smorti, psicologo italiano
- 1950 - Mark Clarke, bassista britannico
- 1950 - Leif Davidsen, scrittore danese
- 1950 - Hiroshi Fukutomi, regista giapponese
- 1950 - Manfred Kuschmann, mezzofondista tedesco († 2002)
- 1950 - Ole Kristian Olsen, ex calciatore norvegese
- 1951 - Mahamadou Danda, politico nigerino
- 1951 - Mario Guidetti, allenatore di calcio e ex calciatore italiano
- 1951 - Jurij Koval'čuk, imprenditore russo
- 1951 - Jack Thompson, attivista statunitense
- 1951 - Verdine White, bassista statunitense
- 1951 - Bob Wilkinson, rugbista a 15 e imprenditore britannico († 2021)
- 1952 - Oliviero Corbetta, attore, doppiatore e direttore del doppiaggio italiano
- 1952 - Giulio Giustiniani, giornalista e scrittore italiano († 2022)
- 1952 - Roxanne Hart, attrice statunitense
- 1952 - Kristien Kemmer, ex tennista statunitense
- 1952 - Miroslava Koželuhová, ex tennista cecoslovacca
- 1952 - Stew Morrill, ex cestista e allenatore di pallacanestro statunitense
- 1952 - James Nolan Mason, politico, saggista e scrittore statunitense
- 1952 - Eduardo Souto de Moura, architetto portoghese
- 1952 - Renzo Tonghini, ex calciatore italiano
- 1953 - Chantal Gilbert, ex schermitrice canadese
- 1953 - Džemal Hadžiabdić, allenatore di calcio e ex calciatore bosniaco
- 1953 - Ariël Jacobs, allenatore di calcio e ex calciatore belga
- 1953 - Charles Jude, ex ballerino, direttore artistico e coreografo francese
- 1953 - Gigi Marzullo, giornalista, conduttore televisivo e personaggio televisivo italiano
- 1953 - Walter Payton, giocatore di football americano statunitense († 1999)
- 1953 - Marcello Pezzetti, storico italiano
- 1953 - Giorgio Sbrocco, giornalista, rugbista a 15 e allenatore di rugby a 15 italiano († 2018)
- 1953 - Santiago Ziesmer, attore, doppiatore e conduttore radiofonico tedesco
- 1953 - Robert Zoellick, politico statunitense
- 1954 - Júlio César Coelho de Moraes, ex calciatore brasiliano
- 1954 - Claudio Ferrarini, flautista italiano
- 1954 - Andy Frederick, ex giocatore di football americano statunitense
- 1954 - Lynne Frederick, attrice inglese († 1994)
- 1954 - Zdeněk Hruška, allenatore di calcio e ex calciatore cecoslovacco
- 1954 - Michelina Lunesu, politica italiana
- 1954 - Gian Marco Marcucci, avvocato, notaio e politico sammarinese
- 1954 - Jürgen Trittin, politico tedesco
- 1955 - Annagloria, cantante italiana
- 1955 - Debra Austin, ex ballerina statunitense
- 1955 - Alessandro Capone, regista e sceneggiatore italiano
- 1955 - Jem Finer, suonatore di banjo e polistrumentista britannico
- 1955 - Iman, supermodella e attrice somala
- 1955 - Maurizio Leo, politico italiano
- 1955 - Carlo Piterà, pittore italiano
- 1955 - John Shoffner, imprenditore, pilota automobilistico e ex astronauta statunitense
- 1955 - Michele Suozzo, conduttore radiofonico, critico musicale e musicologo italiano
- 1955 - Marjan Turnšek, arcivescovo cattolico sloveno
- 1955 - Skip Wise, ex cestista statunitense
- 1956 - Osvaldo Faustini, ex maratoneta italiano
- 1956 - Frances Hamilton Arnold, chimica e ingegnere statunitense
- 1956 - Ana Herrero, ex cestista spagnola
- 1956 - Christine Maggiore, attivista statunitense († 2008)
- 1956 - Santiago Malgosa, ex hockeista su prato spagnolo
- 1956 - Livio Manzin, ex calciatore italiano
- 1956 - Cristóbal Ortega, calciatore e allenatore di calcio messicano († 2025)
- 1957 - Daniel Bursch, ex astronauta e ingegnere statunitense
- 1957 - Natale De Carolis, baritono italiano
- 1957 - Luca Cerchiari, musicologo e critico musicale italiano
- 1957 - Fabrizio Feo, giornalista italiano
- 1957 - Ferenc Hornyák, ex sollevatore ungherese
- 1957 - Claudio Morganti, attore, drammaturgo e regista teatrale italiano
- 1957 - Bogdan Musiol, bobbista tedesco
- 1957 - Paolo Patui, scrittore e drammaturgo italiano
- 1957 - Steve Podborski, ex sciatore alpino canadese
- 1957 - Domenico Zampolini, ex cestista e dirigente sportivo italiano
- 1957 - Branko Štrbac, ex pallamanista serbo
- 1958 - Pasquale Angelosanto, generale italiano
- 1958 - Niklas Strömstedt, cantautore e chitarrista svedese
- 1958 - Alexei Filippenko, astronomo statunitense
- 1958 - Pierre Fillon, oculista francese
- 1958 - Karlheinz Förster, ex calciatore tedesco
- 1958 - István Kiss, allenatore di pallanuoto e ex pallanuotista ungherese
- 1958 - Marina Masoni, avvocata, politica e notaia svizzera
- 1958 - Thurston Moore, chitarrista, cantante e produttore discografico statunitense
- 1959 - Fëdor Čerenkov, calciatore e allenatore di calcio russo († 2014)
- 1959 - Choe Ae-yeong, cestista sudcoreana († 2008)
- 1959 - César Ferrando, allenatore di calcio e ex calciatore spagnolo
- 1959 - Charlotte Frank, architetto tedesca
- 1959 - Brian Holloway, ex giocatore di football americano statunitense
- 1959 - Huang Shu-hsia, ex cestista taiwanese
- 1959 - Yuuko Matsutani, doppiatrice e cantante giapponese
- 1959 - Anatolij Onoprijenko, serial killer ucraino († 2013)
- 1959 - Leody de Guzman, sindacalista e attivista filippino
- 1960 - Vadim Dubrovickij, regista sovietico
- 1960 - Jacek Gutowski, sollevatore polacco († 1996)
- 1960 - Keith Houchen, allenatore di calcio e ex calciatore inglese
- 1960 - Rainer Osselmann, pallanuotista tedesco († 2023)
- 1960 - Gianfranco Rotondi, politico e giornalista italiano
- 1961 - Matt Bissonette, bassista statunitense
- 1961 - Walter Eddie Cosina, poliziotto italiano († 1992)
- 1961 - Francisco de León, ex cestista portoricano
- 1961 - Bobbie Eakes, attrice e cantante statunitense
- 1961 - Franz Engstler, pilota automobilistico e dirigente sportivo tedesco
- 1961 - Katherine Kelly Lang, attrice statunitense
- 1961 - Francesco Lo Cascio, vibrafonista italiano
- 1961 - Darren Star, sceneggiatore, produttore cinematografico e regista statunitense
- 1961 - Åsa Wikforss, filosofa svedese
- 1962 - Carin Bakkum, ex tennista olandese
- 1962 - Franco Bechis, giornalista e opinionista italiano
- 1962 - Mike Buncic, ex discobolo statunitense
- 1962 - Nils Ove Hellvik, ex calciatore norvegese
- 1963 - Sergio Appiani, rugbista a 15 italiano
- 1963 - Antonella Fattori, attrice italiana
- 1963 - Sabina Guzzanti, imitatrice, comica e cabarettista italiana
- 1963 - Julian Hodgson, scacchista britannico
- 1963 - Liu Lin, ex cestista cinese
- 1963 - Vittorio Pasteris, giornalista italiano
- 1963 - Risto Pietiläinen, copilota di rally finlandese
- 1963 - Rubén Selmán, arbitro di calcio cileno († 2020)
- 1963 - Hidenari Ugaki, doppiatore giapponese
- 1964 - Sharif Sheikh Ahmed, politico somalo
- 1964 - Anne Applebaum, giornalista e saggista statunitense
- 1964 - Marco Betta, compositore italiano
- 1964 - Vladimir Grečnëv, ex calciatore russo
- 1964 - Fiamma Izzo, direttrice del doppiaggio, dialoghista e doppiatrice italiana
- 1964 - Doug Marrone, ex giocatore di football americano e allenatore di football americano statunitense
- 1964 - Vincenzo Vasi, cantante, musicista e compositore italiano
- 1965 - Elena Belova, ex biatleta russa
- 1965 - Ernesto Calisti, ex calciatore italiano
- 1965 - Gae Capitano, paroliere, compositore e arrangiatore italiano
- 1965 - Illeana Douglas, attrice statunitense
- 1965 - Stefano Incerti, regista e sceneggiatore italiano
- 1965 - Carla Lasi, ex nuotatrice italiana
- 1965 - Ina Müller, cantante e conduttrice televisiva tedesca
- 1965 - Urania Papatheu, politica italiana
- 1965 - Ahmed Ramzy, ex calciatore egiziano
- 1965 - Roberto Vernetti, musicista e produttore discografico italiano
- 1966 - Eduardo Castro, allenatore di hockey su pista spagnolo
- 1966 - Jaume Fort, ex pallamanista spagnolo
- 1966 - Michael Gray, disc jockey britannico
- 1966 - Darren Jackson, ex calciatore scozzese
- 1966 - Elke Jeinsen, modella tedesca
- 1966 - Ashraf Kasem, allenatore di calcio e ex calciatore egiziano
- 1966 - Lynda Lemay, cantautrice canadese
- 1966 - Dario Levanto, allenatore di calcio e ex calciatore italiano
- 1966 - Ricardo López, ex pugile messicano
- 1966 - Josef Nuzík, arcivescovo cattolico ceco
- 1966 - Freddy Romano, ex sciatore freestyle italiano
- 1966 - Wataru Takagi, doppiatore giapponese
- 1966 - Sayuri Yamaguchi, ex calciatrice giapponese
- 1967 - Éric Bernard, pilota motociclistico francese
- 1967 - Thierry Dusserre, biatleta francese
- 1967 - Magdalena Forsberg, ex fondista e biatleta svedese
- 1967 - Günther, cantante svedese
- 1967 - Matt LeBlanc, attore statunitense
- 1967 - Ruth Peetoom, politica olandese
- 1967 - Marco Ponti, regista, sceneggiatore e drammaturgo italiano
- 1967 - Wendy Raquel Robinson, attrice statunitense
- 1967 - Kelly Skipper, ex giocatore di football americano e allenatore di football americano statunitense
- 1967 - Tommy Skjerven, arbitro di calcio norvegese
- 1967 - Nobuyuki Wakai, pilota motociclistico giapponese († 1993)
- 1967 - Margarita Zavala Gómez del Campo, politica e avvocato messicana
- 1967 - Heidi Zeller-Bähler, ex sciatrice alpina svizzera
- 1968 - John Grant, musicista e cantautore statunitense
- 1968 - Paolo Lanfranchi, ex ciclista su strada italiano
- 1968 - Asghar Modir Rosta, allenatore di calcio, ex calciatore e ex giocatore di calcio a 5 iraniano
- 1968 - Ronald Wenaas, ex calciatore norvegese
- 1969 - Jon Barry, ex cestista statunitense
- 1969 - Yves Dimier, ex sciatore alpino francese
- 1969 - Emanuela Gabella, ex pentatleta italiana
- 1969 - Paolo Kessisoglu, attore, comico e conduttore televisivo italiano
- 1969 - Dave B. Mitchell, doppiatore e musicista statunitense
- 1969 - Jan Müller, ex calciatore faroese
- 1969 - Annastacia Palaszczuk, politica e avvocato australiana
- 1969 - Artur Partyka, ex altista polacco
- 1969 - Trevor Peres, chitarrista statunitense
- 1969 - Mats Rotting, ex calciatore svedese
- 1969 - Renata Salvestrini, ex cestista italiana
- 1969 - Yvonne Sciò, attrice, regista e ex modella italiana
- 1969 - Annarita Sidoti, marciatrice italiana († 2015)
- 1969 - Shin Tanada, ex calciatore giapponese
- 1969 - Carsten Wolters, ex calciatore tedesco
- 1969 - D. B. Woodside, attore statunitense
- 1970 - Antōnīs Antōniou, ex calciatore cipriota
- 1970 - Wladimir Belli, dirigente sportivo e ex ciclista su strada italiano
- 1970 - Brian Blade, batterista statunitense
- 1970 - Guilherme Briggs, doppiatore, direttore del doppiaggio e blogger brasiliano
- 1970 - Enzo Casertano, attore italiano
- 1970 - Pascal Deramé, ex ciclista su strada francese
- 1970 - Stein Arne Ingelstad, ex calciatore norvegese
- 1970 - Bob Ivy, attore e stuntman statunitense
- 1970 - Lawrence Lozzano, ex calciatore statunitense
- 1970 - Steve McClure, arrampicatore britannico
- 1970 - Luis Miguel Ramis, allenatore di calcio e ex calciatore spagnolo
- 1970 - Jorge Javier Vázquez, conduttore televisivo spagnolo
- 1971 - Grégory Allione, vigile del fuoco e politico francese
- 1971 - Guillaume Bottazzi, pittore francese
- 1971 - Kim Il, ex lottatore nordcoreano
- 1971 - Aleš Križan, ex calciatore sloveno
- 1971 - Tracy Murray, ex cestista e allenatore di pallacanestro statunitense
- 1971 - Park Kun-ha, allenatore di calcio e ex calciatore sudcoreano
- 1971 - Lara Parmiani, attrice, doppiatrice e regista teatrale italiana
- 1971 - Roberta Pergher, ex sciatrice alpina italiana
- 1971 - Roseli do Carmo Gustavo, ex cestista brasiliana
- 1971 - Miriam Shor, attrice statunitense
- 1971 - Vladan Vahala, cestista ceco († 2000)
- 1971 - Savino Zaba, conduttore televisivo, conduttore radiofonico e attore teatrale italiano
- 1972 - Aleksandr Borodaj, politico russo
- 1972 - Marcelo Escudero, allenatore di calcio e ex calciatore argentino
- 1972 - Anna Gaspari, conduttrice radiofonica sammarinese
- 1972 - Jonathan Haggler, pugile statunitense
- 1972 - Vjačaslaŭ Heraščanka, allenatore di calcio e ex calciatore bielorusso
- 1972 - Tomasz Jankowski, ex cestista e allenatore di pallacanestro polacco
- 1972 - Valentin Kubrakov, ex cestista russo
- 1972 - Melissa Marr, scrittrice statunitense
- 1972 - Alessandro Marzio, allenatore di calcio e ex calciatore italiano
- 1972 - Masayuki Okano, dirigente sportivo e ex calciatore giapponese
- 1972 - Héctor Santibáñez, ex calciatore cileno
- 1972 - Régis Sonnes, ex rugbista a 15 e allenatore di rugby a 15 francese
- 1972 - Paolo Truzzu, politico italiano
- 1972 - Héctor Vinent, ex pugile cubano
- 1972 - Dariusz Zawiślak, regista, produttore cinematografico e sceneggiatore polacco
- 1973 - Carlos Bravo, schermidore venezuelano
- 1973 - David Denman, attore e musicista statunitense
- 1973 - Dmytro Dmytrenko, ex pattinatore artistico su ghiaccio ucraino
- 1973 - Yōichi Doi, ex calciatore giapponese
- 1973 - Ndubuisi Egbo, allenatore di calcio e ex calciatore nigeriano
- 1973 - Dani Filth, cantante inglese
- 1973 - Hu Jia, attivista cinese
- 1973 - Samuel Johnson, ex calciatore ghanese
- 1973 - Naoki Matsudo, pilota motociclistico giapponese
- 1973 - Rui Bandeira, cantante portoghese
- 1973 - Kevin Phillips, allenatore di calcio e ex calciatore inglese
- 1973 - Kenny Roberts Junior, pilota motociclistico statunitense
- 1973 - Novella Schiesaro, ex cestista italiana
- 1973 - Igli Tare, dirigente sportivo e ex calciatore albanese
- 1973 - Michael C. Williams, attore, regista teatrale e insegnante statunitense
- 1973 - Zé Maria, allenatore di calcio e ex calciatore brasiliano
- 1974 - Alessandro Bonino, scrittore, editore e blogger italiano
- 1974 - Paul Epworth, produttore discografico, cantautore e musicista inglese
- 1974 - Lauren Faust, animatrice statunitense
- 1974 - Jay R. Ferguson, attore statunitense
- 1974 - Todd Fuller, ex cestista statunitense
- 1974 - Cristian La Grottería, allenatore di calcio, dirigente sportivo e ex calciatore argentino
- 1974 - Margaret Macchiut, ex ostacolista italiana
- 1974 - Jason Marin, attore statunitense
- 1974 - Sevdalin Minčev, ex sollevatore bulgaro
- 1974 - Marco Pellitteri, saggista e sociologo italiano
- 1974 - Federico Pisani, calciatore italiano († 1997)
- 1974 - Sharon Rackham, ex atleta paralimpica australiana
- 1974 - Kenzo Suzuki, wrestler giapponese
- 1974 - Gareth Thomas, ex rugbista a 15 e rugbista a 13 britannico
- 1974 - Gary White, allenatore di calcio, dirigente sportivo e ex calciatore inglese
- 1975 - Isabelle Blanc, ex snowboarder francese
- 1975 - Jan Bratkowski, ex ciclista su strada tedesco
- 1975 - Gianluca Caramanna, politico italiano
- 1975 - Grégoire Colin, attore francese
- 1975 - Jody Craddock, ex calciatore inglese
- 1975 - Jean-Claude Darcheville, ex calciatore francese
- 1975 - Mortiis, musicista norvegese
- 1975 - Denis Godeas, allenatore di calcio e ex calciatore italiano
- 1975 - Yūji Hironaga, ex calciatore giapponese
- 1975 - Evgenij Nabokov, ex hockeista su ghiaccio russo
- 1975 - Anderson Schutte, ex cestista brasiliano
- 1975 - Evgenij Varlamov, ex calciatore russo
- 1975 - Ief Verbrugghe, ex ciclista su strada belga
- 1976 - Graham Bencini, ex calciatore maltese
- 1976 - Gergana Brănzova, ex cestista bulgara
- 1976 - Davide Cabassi, pianista italiano
- 1976 - Gianclaudio Cappai, regista e sceneggiatore italiano
- 1976 - Nikita Denise, ex attrice pornografica ceca
- 1976 - Venio Losert, allenatore di pallamano e ex pallamanista croato
- 1976 - Bechara Oliveira, ex calciatore brasiliano
- 1976 - Tera Patrick, ex attrice pornografica, produttrice cinematografica e modella statunitense
- 1976 - Bianca Urban, ex cestista rumena
- 1977 - Damaris Aguirre, ex sollevatrice messicana
- 1977 - Carolina Albuquerque, pallavolista brasiliana
- 1977 - Stress, rapper estone
- 1977 - Ahmad Batebi, attivista iraniano
- 1977 - Ronald Beitler, pilota motociclistico olandese
- 1977 - Gordon Braun, ex calciatore lussemburghese
- 1977 - Summer Erb, ex cestista e allenatrice di pallacanestro statunitense
- 1977 - Leo Fitzpatrick, attore statunitense
- 1977 - Ruslan Pidhornyj, ex ciclista su strada e pistard ucraino
- 1977 - Ibrahim Tanko, allenatore di calcio e ex calciatore ghanese
- 1977 - Kenny Thomas, ex cestista statunitense
- 1977 - Zdeněk Vítek, biatleta e fondista ceco
- 1978 - Louise Brown, britannica
- 1978 - Francesca Ghirra, politica e funzionaria italiana
- 1978 - Nuno Manta Santos, allenatore di calcio e ex calciatore portoghese
- 1978 - Francisco Peña Romero, ex calciatore spagnolo
- 1978 - Valter Tomaz Junior, ex calciatore brasiliano
- 1978 - Gerard Warren, giocatore di football americano statunitense
- 1978 - Tetsuya Yamazaki, ex calciatore giapponese
- 1979 - Khalaf Al-Mutairi, ex calciatore kuwaitiano
- 1979 - Ali Carter, giocatore di snooker inglese
- 1979 - Bryan Cogman, sceneggiatore e produttore televisivo statunitense
- 1979 - Shala Crawford, ex cestista statunitense
- 1979 - Dalila Cucchiara, ex cestista italiana
- 1979 - Arash Derambarsh, politico e scrittore francese
- 1979 - Juan Pablo Di Pace, attore e cantante argentino
- 1979 - Stefanie Hertel, cantante e conduttrice televisiva tedesca
- 1979 - Ariane Hingst, ex calciatrice tedesca
- 1979 - Masaki Inōe, ex pistard giapponese
- 1979 - Andrea Liberalotto, allenatore di pallacanestro italiano
- 1979 - Moisés Moura Pinheiro, ex calciatore brasiliano
- 1979 - David Rangel, ex calciatore spagnolo
- 1979 - Juris Umbraško, allenatore di pallacanestro e ex cestista lettone
- 1979 - Hrvoje Vuković, ex calciatore croato
- 1980 - Carolina Capria, scrittrice e sceneggiatrice italiana
- 1980 - Cha Du-ri, ex calciatore sudcoreano
- 1980 - Rebeka Dremelj, cantante, modella e attrice slovena
- 1980 - Diam's, rapper francese
- 1980 - Sven Järve, schermidore estone
- 1980 - Gevorg Kasparov, ex calciatore armeno
- 1980 - Oleh Krasnop'orov, ex calciatore ucraino
- 1980 - Jemma Powell, attrice britannica
- 1980 - Antonella Serra Zanetti, ex tennista italiana
- 1980 - Fatih Solak, ex cestista turco
- 1980 - Arata Sugiyama, ex calciatore giapponese
- 1980 - Toni Vilander, pilota automobilistico finlandese
- 1981 - Finn Bálor, wrestler irlandese
- 1981 - Noel Baxter, allenatore di sci alpino e ex sciatore alpino britannico
- 1981 - Conor Casey, allenatore di calcio e ex calciatore statunitense
- 1981 - Kōnstantinos Charalampidīs, ex calciatore cipriota
- 1981 - Sara Goffi, nuotatrice italiana
- 1981 - Peter Hricko, calciatore slovacco
- 1981 - Juho Hänninen, pilota di rally finlandese
- 1981 - Henry Joost, regista e produttore cinematografico statunitense
- 1981 - Takashi Katada, karateka giapponese
- 1981 - Roberto Kettlun, calciatore cileno
- 1981 - Yūichi Komano, ex calciatore giapponese
- 1981 - Glauk Konjufca, politico e attivista kosovaro
- 1981 - Kaira Gong, cantante singaporiana
- 1981 - Vanessa Mendoza, modella e politica colombiana
- 1981 - Kizito Mihigo, cantante, organista e compositore ruandese († 2020)
- 1981 - Ahmed Abou Moslem, calciatore egiziano
- 1981 - Denis Nesci, politico italiano
- 1981 - Cédric Paty, allenatore di pallamano e ex pallamanista francese
- 1981 - Jani Rita, ex hockeista su ghiaccio finlandese
- 1981 - Kenny Vadas, attore canadese
- 1982 - Ali Asgari, regista e sceneggiatore iraniano
- 1982 - Simone Basso, dirigente sportivo e ex calciatore italiano
- 1982 - Fernando Dinis, ex calciatore portoghese
- 1982 - Alonzo, rapper e cantautore francese
- 1982 - Jared Golden, politico e militare statunitense
- 1982 - Brian Morrison, ex cestista statunitense
- 1982 - Oneohtrix Point Never, musicista statunitense
- 1982 - Brad Renfro, attore statunitense († 2008)
- 1982 - Fredson Tavares, calciatore capoverdiano
- 1983 - Stéphane Bohli, ex tennista svizzero
- 1983 - Murat Chračëv, pugile russo
- 1983 - DJ Korsakoff, disc jockey olandese
- 1983 - Nicholas Guidi, ex calciatore italiano
- 1983 - Nenad Krstić, ex cestista serbo
- 1983 - Francisco Nájera, ex calciatore colombiano
- 1983 - Nirmal Purja, alpinista nepalese
- 1983 - Cristiano Scandolara, ex giocatore di calcio a 5 brasiliano
- 1983 - Aikaterinī Spatharou, cestista greca
- 1983 - Tony Weeden, ex cestista statunitense
- 1984 - Taisir Al-Jassim, ex calciatore saudita
- 1984 - Zawe Ashton, attrice britannica
- 1984 - Vitalij Bigdaš, artista marziale misto russo
- 1984 - Javier Culson, ostacolista portoricano
- 1984 - Dore Della Lunga, pallavolista italiano
- 1984 - Lauriane Gilliéron, attrice, modella e ballerina svizzera
- 1984 - Huang Liangcai, schermidore cinese
- 1984 - Loukas Maurokefalidīs, cestista greco
- 1984 - Lenny Platt, attore statunitense
- 1984 - Kevin Regan, ex hockeista su ghiaccio statunitense
- 1984 - Michael Røn, calciatore norvegese
- 1984 - Lindsay Stalzer, pallavolista statunitense
- 1984 - Laura Valenti, modella italiana
- 1985 - Mika Ääritalo, ex calciatore finlandese
- 1985 - Francesca Chillemi, attrice e personaggio televisivo italiana
- 1985 - Domenico Diele, attore italiano
- 1985 - Corey Graham, giocatore di football americano statunitense
- 1985 - James Lafferty, attore, regista e produttore cinematografico statunitense
- 1985 - Lee Seung-hyun, calciatore sudcoreano
- 1985 - Guillaume Levarlet, ex ciclista su strada francese
- 1985 - Kevin McCall, cantante e produttore discografico statunitense
- 1985 - Jameel McClain, giocatore di football americano statunitense
- 1985 - Stelios Parpas, calciatore cipriota
- 1985 - Nelson Piquet Jr., pilota automobilistico brasiliano
- 1985 - Filip Polášek, tennista slovacco
- 1985 - Hugo Rodallega, calciatore colombiano
- 1985 - Kyrylo Sydorenko, ex calciatore ucraino
- 1985 - Shantel VanSanten, attrice statunitense
- 1985 - Anicia Wood, pallavolista barbadiana
- 1985 - Salomėja Zaksaitė, scacchista lituana
- 1986 - Kate Butters, ex cestista britannica
- 1986 - Robert Dietrich, hockeista su ghiaccio tedesco († 2011)
- 1986 - Jonathan Forte, ex calciatore inglese
- 1986 - Joaquín Gómez, allenatore di calcio spagnolo
- 1986 - Gabe Grunewald, mezzofondista statunitense († 2019)
- 1986 - Abraham Guié Gneki, ex calciatore ivoriano
- 1986 - Hulk, calciatore brasiliano
- 1986 - Kyla La Grange, cantante britannica
- 1986 - Barbara Meier, modella e attrice tedesca
- 1986 - Steven Morrissey, calciatore giamaicano
- 1986 - Maria Pietilä Holmner, ex sciatrice alpina svedese
- 1986 - Michael Præst, ex calciatore danese
- 1986 - Ahtyba Rubin, giocatore di football americano statunitense
- 1986 - Stephanie Schiller, canottiera tedesca
- 1986 - Margrét Lára Viðarsdóttir, calciatrice islandese
- 1987 - Alan Dawa Dolma, cantante cinese
- 1987 - Ibrahima Sory Bangoura, calciatore guineano
- 1987 - Mandy Bujold, pugile canadese
- 1987 - Mitchell Burgzorg, ex calciatore olandese
- 1987 - Angelo Di Mino, produttore discografico, compositore e violoncellista italiano
- 1987 - Ed Dickson, giocatore di football americano statunitense
- 1987 - Muhammad El-Amin, ex cestista statunitense
- 1987 - Raphaël Goldman, attore francese
- 1987 - Jax Jones, disc jockey, produttore discografico e cantante britannico
- 1987 - Tozé Marreco, ex calciatore portoghese
- 1987 - Yves Mekongo, ex cestista camerunese
- 1987 - Fernando Reges, calciatore brasiliano
- 1987 - Luigi Samele, schermidore italiano
- 1987 - Konstantin Schad, ex snowboarder tedesco
- 1987 - Gor Sujyan, cantante armeno
- 1987 - Michael Welch, attore statunitense
- 1987 - Eran Zahavi, calciatore israeliano
- 1988 - Mamoudou Athie, attore mauritano
- 1988 - Santiago Basile, giocatore di calcio a 5 argentino
- 1988 - Paulinho, ex calciatore brasiliano
- 1988 - MadMan, rapper italiano
- 1988 - Chaguinha, giocatore di calcio a 5 brasiliano
- 1988 - Jesse Clegg, cantante e musicista sudafricano
- 1988 - Dorian Dervite, calciatore francese
- 1988 - Sarah Geronimo, cantante, attrice e ballerina filippina
- 1988 - Linsey Godfrey, attrice statunitense
- 1988 - John Goossens, ex calciatore olandese
- 1988 - Helena Havelková, pallavolista ceca
- 1988 - Yonny Hernández, pilota motociclistico colombiano
- 1988 - Eduardo Herrera, ex calciatore messicano
- 1988 - Tom Hiariej, ex calciatore olandese
- 1988 - M.D. Jennings, giocatore di football americano statunitense
- 1988 - Jan Lukáš, calciatore ceco
- 1988 - Salima Mukansanga, arbitro di calcio ruandese
- 1988 - Simone Nai Oleari, pattinatore italiano
- 1988 - Ivan Obradović, ex calciatore serbo
- 1988 - John Peers, tennista australiano
- 1988 - Veysel Sarı, calciatore turco
- 1988 - Jenna Smith, cestista statunitense
- 1988 - Nolan Smith, ex cestista, allenatore di pallacanestro e dirigente sportivo statunitense
- 1988 - Manuel Stiefler, calciatore tedesco
- 1988 - Anthony Stokes, ex calciatore irlandese
- 1988 - Tyler Wilkerson, cestista statunitense
- 1988 - Hugo Filipe da Costa Vieira, calciatore portoghese
- 1989 - Andrew Caldwell, attore statunitense
- 1989 - Kristian Dacey, rugbista a 15 britannico
- 1989 - Charlotte Désert, attrice francese
- 1989 - Janine Flock, skeletonista austriaca
- 1989 - Victor Hogan, discobolo sudafricano
- 1989 - Ken Horton, cestista statunitense
- 1989 - Kang A-jeong, cestista sudcoreana
- 1989 - Gabriela Koeva, pallavolista bulgara
- 1989 - Andrea Limbacher, ex sciatrice alpina e sciatrice freestyle austriaca
- 1989 - Luka Majcen, calciatore sloveno
- 1989 - Xavier Mercier, ex calciatore francese
- 1989 - Marko Mićević, ex cestista serbo
- 1989 - Riki Nakaya, judoka giapponese
- 1989 - Rabiola, ex calciatore portoghese
- 1989 - Kōji Suzuki, calciatore giapponese
- 1989 - Blair Tuke, velista neozelandese
- 1989 - Natal'ja Vieru, ex cestista russa
- 1989 - Brad Wanamaker, ex cestista statunitense
- 1990 - Margot Bailet, ex sciatrice alpina francese
- 1990 - Nacer Bouhanni, ex ciclista su strada francese
- 1990 - Carlos Carbonero, ex calciatore colombiano
- 1990 - Derek Carrier, giocatore di football americano statunitense
- 1990 - Alexianne Castel, nuotatrice francese
- 1990 - Orlando Gaona, calciatore paraguaiano
- 1990 - Chris Newsome, cestista filippino
- 1990 - Cristovam, calciatore brasiliano
- 1990 - Raphael Rossi, calciatore brasiliano
- 1990 - Raúl Ruidíaz, calciatore peruviano
- 1990 - Jake Schatz, rugbista a 15 australiano
- 1990 - Marvin Sonsona, pugile filippino
- 1990 - Isabelle Stiepel, ex sciatrice alpina tedesca
- 1990 - Stefan Strandberg, ex calciatore norvegese
- 1990 - Ondřej Vaněk, calciatore ceco
- 1990 - Mubarak Wakaso, calciatore ghanese
- 1991 - Keshari Chaudhary, ex triplista e lunghista nepalese
- 1991 - Brandon Davies, cestista statunitense
- 1991 - Toni Duggan, ex calciatrice inglese
- 1991 - Matteo Grampa, cestista italiano
- 1991 - Regino Hernández, ex snowboarder spagnolo
- 1991 - Amanda Kurtović, pallamanista norvegese
- 1991 - Brandon McManus, giocatore di football americano statunitense
- 1991 - Miyu Nagaoka, pallavolista giapponese
- 1991 - Mārcis Ošs, calciatore lettone
- 1991 - Pape Macou Sarr, ex calciatore senegalese
- 1991 - Jodi Taylor, ex attrice pornografica statunitense
- 1991 - Taumihau Tiatia, calciatore francese
- 1991 - Leon Williams, cestista olandese
- 1992 - Ivan Blažević, calciatore croato
- 1992 - Jillian Clare, attrice e cantante statunitense
- 1992 - Milton Céliz, calciatore argentino
- 1992 - Didier Delgado, calciatore colombiano
- 1992 - Laurent Dubreuil, pattinatore di velocità su ghiaccio canadese
- 1992 - Ziri Hammar, calciatore algerino
- 1992 - Markus Henriksen, ex calciatore norvegese
- 1992 - Žan Majer, calciatore sloveno
- 1992 - Hamza Mathlouthi, calciatore tunisino
- 1992 - Giovanni Pini, cestista italiano
- 1992 - Duda Sanadze, cestista georgiano
- 1992 - Ayumi Uekusa, karateka giapponese
- 1992 - Trae Waynes, giocatore di football americano statunitense
- 1992 - Zé Uilton, calciatore brasiliano
- 1993 - Taşkın Çalış, calciatore tedesco
- 1993 - Fernando Augusto, calciatore brasiliano
- 1993 - Rəhman Hacıyev, calciatore azero
- 1993 - Fedor Holz, giocatore di poker tedesco
- 1993 - Murat Kozan, cestista francese
- 1993 - Karol Mészáros, calciatore slovacco
- 1993 - Ehsan Pahlavan, calciatore iraniano
- 1993 - Zul'fija Činšanlo, sollevatrice kazaka
- 1994 - Signori Antonio, calciatore svizzero
- 1994 - Cat Barber, cestista statunitense
- 1994 - Bartosz Bednorz, pallavolista polacco
- 1994 - Bianka Buša, pallavolista serba
- 1994 - Giulia Carraro, pallavolista italiana
- 1994 - Luca Curatoli, schermidore italiano
- 1994 - Matt Dumba, hockeista su ghiaccio canadese
- 1994 - Jokūbas Gintvainis, ex cestista lituano
- 1994 - Alexandra Huynh, calciatrice australiana
- 1994 - Giannīs Karagiannīs, cantante cipriota
- 1994 - Oleksandr Kozak, calciatore ucraino
- 1994 - Cre'Von LeBlanc, giocatore di football americano statunitense
- 1994 - Jordan Lukaku, calciatore belga
- 1994 - Aaron Maré, pilota motociclistico sudafricano
- 1994 - Drake Silbernagel, pallavolista statunitense
- 1994 - Natalija Stevanović, tennista serba
- 1994 - Andrej Vasilevskij, hockeista su ghiaccio russo
- 1994 - Juan Manuel Vázquez, calciatore argentino
- 1994 - Mohammad Amin al-Salami, lunghista e triplista siriano
- 1994 - Kilian von Schleinitz, skeletonista tedesco
- 1995 - Elton Acolatse, calciatore olandese
- 1995 - Carlotta Antonelli, attrice italiana
- 1995 - Rubén Blanco, calciatore spagnolo
- 1995 - Brandon Borrello, calciatore australiano
- 1995 - Byron Castillo, calciatore colombiano
- 1995 - Luka Đurović, cestista montenegrino
- 1995 - Alvin Kamara, giocatore di football americano statunitense
- 1995 - Natal'ja Leščyk, ginnasta bielorussa
- 1995 - Leandro Lino, giocatore di calcio a 5 brasiliano
- 1995 - Nate Mason, cestista statunitense
- 1995 - Luís Miquissone, calciatore mozambicano
- 1995 - Niv Misgav, cestista israeliano
- 1995 - Maria Sakkarī, tennista greca
- 1995 - Marvin Smith, cestista statunitense
- 1995 - Dušan Stević, calciatore serbo
- 1995 - Ken Vuagnoux, snowboarder francese
- 1995 - Ilse van der Zanden, calciatrice olandese
- 1995 - Karlo Žganec, cestista croato
- 1996 - Adriel Ba Loua, calciatore ivoriano
- 1996 - Mehdi Chahiri, calciatore francese
- 1996 - Sergio El Darwich, cestista libanese
- 1996 - Luca Fiordilino, calciatore italiano
- 1996 - Filippo Ganna, ciclista su strada e pistard italiano
- 1996 - Emily Garnier, calciatrice statunitense
- 1996 - Kōnstantinos Kotsarīs, calciatore greco
- 1996 - Jacob Tuioti-Mariner, giocatore di football americano statunitense
- 1996 - Michael Weist, produttore cinematografico e attore statunitense
- 1996 - Paulo Henrique de Oliveira Alves, calciatore brasiliano
- 1996 - Eray Şamdan, karateka turco
- 1997 - Lorenzo Bernard, canottiere e paraciclista italiano
- 1997 - Boza, cantante panamense
- 1997 - Kobe Cools, calciatore belga
- 1997 - Mats Deijl, calciatore olandese
- 1997 - Jehor Demčenko, calciatore ucraino
- 1997 - Maximilian Entrup, calciatore austriaco
- 1997 - Jessie Govan, cestista statunitense
- 1997 - Carlo Lattanzio, calciatore argentino
- 1997 - Gaïus Makouta, calciatore francese
- 1997 - Ján Minárik, calciatore slovacco
- 1997 - Silvia Persico, ciclocrossista e ciclista su strada italiana
- 1997 - Zemfira Sulejmanova, attivista e politica russa († 2022)
- 1997 - Álvaro Valles, calciatore spagnolo
- 1997 - K'Von Wallace, giocatore di football americano statunitense
- 1997 - Silvio Zogaj, calciatore albanese
- 1998 - Riccardo Albanese, kickboxer italiano
- 1998 - Pierre-Henri Azagoh, rugbista a 15 francese
- 1998 - Josué Colmán, calciatore paraguaiano
- 1998 - Mihai Eșanu, calciatore rumeno
- 1998 - Stephan Hegyi, judoka austriaco
- 1998 - Jordan Houlden, tuffatore britannico
- 1998 - Keith Ismael, giocatore di football americano statunitense
- 1998 - Jesper Karlsson, calciatore svedese
- 1998 - Alexander Konychev, ciclista su strada italiano
- 1998 - Artëm Mamin, calciatore russo
- 1998 - Thijmen Nijhuis, calciatore olandese
- 1998 - José Aldo, calciatore brasiliano
- 1998 - Paolo Gumabao, attore e modello filippino
- 1998 - Tershawn Wharton, giocatore di football americano statunitense
- 1999 - Bence Banó-Szabó, calciatore ungherese
- 1999 - K'Lavon Chaisson, giocatore di football americano statunitense
- 1999 - Dai Wai Tsun, calciatore hongkonghese
- 1999 - Václav Drchal, calciatore ceco
- 1999 - Elias Mokwana, calciatore sudafricano
- 1999 - Milutin Osmajić, calciatore montenegrino
- 1999 - Aleks Petkov, calciatore bulgaro
- 1999 - Mario Topuzov, calciatore bulgaro
- 1999 - Jay Tufele, giocatore di football americano statunitense
- 2000 - Sara Allemand, sciatrice alpina italiana
- 2000 - Shakira Austin, cestista statunitense
- 2000 - Mason Cook, attore statunitense
- 2000 - Ousmane Diakité, calciatore maliano
- 2000 - Meg Donnelly, attrice e cantante statunitense
- 2000 - Nicholas Gioacchini, calciatore statunitense
- 2000 - Dominique Hampton, giocatore di football americano statunitense
- 2000 - Mateusz Kochalski, calciatore polacco
- 2000 - Tyler Robertson, cestista australiano
- 2000 - Sara Saldaña, nuotatrice artistica spagnola
- 2000 - Gus Schumacher, fondista statunitense
- 2000 - Markus Solbakken, calciatore norvegese
- 2000 - Ellie Soutter, snowboarder britannica († 2018)
- 2000 - Zhang Hao, cantante cinese
- 2000 - Vaḩdat Ḩannonov, calciatore tagiko

## XXI secolo(32)
- 2001 - Manfredi Albanese, rugbista a 15 italiano
- 2001 - Iker Álvarez, calciatore andorrano
- 2001 - Stetson Bennett, giocatore di football americano statunitense
- 2001 - Csaba Bukta, calciatore ungherese
- 2001 - Ngero Katua, calciatore namibiano
- 2001 - Lucas Lissens, calciatore belga
- 2001 - Daan Rots, calciatore olandese
- 2001 - C.J. Stroud, giocatore di football americano statunitense
- 2001 - Bryce Young, giocatore di football americano statunitense
- 2002 - Ezequiel Fernández, calciatore argentino
- 2002 - Peter González, calciatore dominicano
- 2002 - Jean-Baptiste Gorby, calciatore francese
- 2002 - Adam Hložek, calciatore ceco
- 2002 - Rachid Kouda, calciatore italiano
- 2002 - Georgi Minoungou, calciatore ivoriano
- 2002 - Mario Sanabria, calciatore argentino
- 2002 - Len Schoormann, cestista tedesco
- 2002 - Alperen Şengün, cestista turco
- 2002 - Alexis Steimbach, calciatore argentino
- 2002 - Franco Watson, calciatore argentino
- 2003 - Saidou Alioum, calciatore camerunese
- 2003 - Alexander Busch, calciatore danese
- 2003 - Tom Fellows, calciatore inglese
- 2003 - Jhon Vélez, calciatore colombiano
- 2003 - Hiroki Yanagita, velocista giapponese
- 2004 - Ángel Ortiz, calciatore spagnolo
- 2004 - Juan José Pérez Suaza, calciatore colombiano
- 2004 - Gustavo Mancha, calciatore brasiliano
- 2005 - Nathan Camargo, calciatore brasiliano
- 2005 - Pierce Gagnon, attore statunitense
- 2005 - Rodrigo Mederos, calciatore uruguaiano
- 2006 - Dylan Peraić-Cullen, calciatore australiano

## Senza anno specificato(2)
- Armik, chitarrista iraniano
- JoAnn Ross, scrittrice statunitense